# Y Aquarii
Y Aquarii är en pulserande variabel av Mira Ceti-typ (M) i stjärnbilden Vattumannen.
Stjärnan varierar mellan visuell magnitud +8,1 och 15,5 med en period av 382,34 dygn. 